# Liste der Monuments historiques in Gorbio
Die Liste der Monuments historiques in Gorbio führt die Monuments historiques in der französischen Gemeinde Gorbio auf.

## Liste der Objekte
| Bezeichnung             | Beschreibung                      | Standort                           | Kennzeichnung | Schutzstatus | Datum | Bild |
| ----------------------- | --------------------------------- | ---------------------------------- | ------------- | ------------ | ----- | ---- |
| Retabel des Hauptaltars | Stein, polychrom gefasst, um 1700 | in der Kirche St-Barthélemy (Lage) | PM06001432    | Classé       | 1989  |      |